# Герб Віли-Франки-ду-Кампу
Ге́рб Ві́ли-Фра́нки-ду-Ка́мпу — офіційний символ містечка Віла-Франка-ду-Кампу, Португалія. Використовується як територіальний герб. У синьому щиті рука тілесного кольору із золотим крилом, що виступає ліворуч. Вона тримає срібний меч, до золотого руків'я якого прикріплені золоті терези. По краю щита золотий латинський напис: «QUIS SICUT DEUS?» (хто як Бог?). Щит увінчує срібна мурована містечкова корона з чотирма вежами.  Під щитом біла стрічка, на якій великими літерами напис португальською: «Vila Franca do Campo» (містечко місто).  Офіційно затверджений 12 травня 1951 року.  Герб символізує архангела Михаїла, патрона містечка. Латинський напис — буквальний переклад єврейського імені Михаїл.

## Галерея

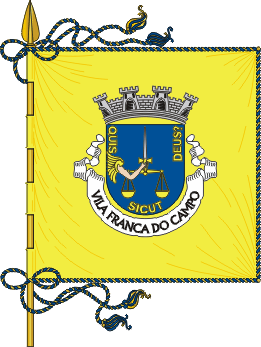
Прапор